# José Caicedo Porozo
José Stalin Caicedo Porozo (n. Guayaquil, Ecuador; 22 de febrero de 1999) es un futbolista ecuatoriano. Juega de extremo y su equipo actual es Guayaquil City de la Serie B de Ecuador.

## Clubes
| Club              | País    | Año         |
| ----------------- | ------- | ----------- |
| Barcelona S. C.   | Ecuador | 2013 - 2015 |
| Toreros F. C.     | Ecuador | 2016        |
| Barcelona S. C.   | Ecuador | 2017 - 2019 |
| Deportivo Cuenca  | Ecuador | 2020        |
| Orense S. C.      | Ecuador | 2021        |
| C. D. Macará      | Ecuador | 2022 - 2023 |
| Guayaquil City    | Ecuador | 2024        |
| Vinotinto Ecuador | Ecuador | 2025        |
| Guayaquil City    | Ecuador | 2025 - act. |

### Participaciones internacionales
| Torneo                 | Club            | Resultado   |
| ---------------------- | --------------- | ----------- |
| Copa Libertadores 2017 | Barcelona S. C. | Semifinales |

## Palmarés

### Campeonatos nacionales
| Título             | Club   | País    | Año  |
| ------------------ | ------ | ------- | ---- |
| Serie B de Ecuador | Macará | Ecuador | 2023 |

- Datos: Q30098947